# Grégoire VI Apirat
Grégoire ou Grigor VI Apirat (en arménien Գրիգոր Զ Ապիրատ) est le Catholicos de l'Église apostolique arménienne de 1195 à 1203.

## Biographie
Comme ses prédécesseurs, l’évêque Grégoire Apirat appartient à la famille princière des Pahlavouni. Il est le fils du prince Schahan, dernier frère du prince Basile le Vieux, et donc lui aussi le neveu des Catholicos Grégoire III Pahlavouni et Nersès IV le Gracieux.
Prétendant au siège de Catholicos à la mort de Grégoire IV Tgha, il est évincé par le parti anti-latin au profit de son parent Grégoire V Karavège. Il devient à son tour Catholicos d’Arménie après la déposition de son prédécesseur par le futur roi Léon II d'Arménie.
Les traditionalistes de Grande-Arménie provoquent une scission et lui opposent son lointain cousin qui est élu anti-catholicos sous le nom de Basile II d'Ani (1195-1206). 
Grégoire VI Apirat, secondé par l'archevêque de Tarse, Nersès de Lampron (mort en 1198), un partisan résolu de l’union avec l’Église latine, accepte en 1196 au concile de Tarse l’essentiel des définitions du concile de Chalcédoine et se rapproche de la papauté dont il paraît reconnaître la suprématie.
Cette reconnaissance formelle permet à Léon II d'Arménie d’obtenir la couronne royale qui lui est remise par le légat pontifical Conrad Ier de Wittelsbach, archevêque de Mayence. C’est Grégoire VI Apirat, qui a de son côté reçu le pallium du Pape Innocent III, qui donne au nouveau souverain l’onction royale le 6 janvier 1199 . En réalité, les concessions théologiques faites par l’Église apostolique arménienne n’avaient qu’une signification politique. 
À sa mort le 4 mars 1203, Grégoire VI Apirat est remplacé par Hovhannès VI Medzabaro.